# Sandhi tonal
El sandhi tonal el cambio fonológico que ocurre en lenguas tonales, en el cual los tonos asignados a palabras o morfemas individuales cambian según la pronunciación de palabras o morfemas contiguos. Suele simplificar un tono bidireccional en un tono de una dirección. Es un tipo de sandhi, o cambio fusional (del  sánscrito samdhi, 'unión, vínculo').

## Idiomas con tono sandhi
El sandhi tonal ocurre hasta algún punto en casi todas las lenguas tonales. Las lenguas tonales, caracterizadas por su uso de la altura del sonido para cambiar el significado, aparecen alrededor de todo el mundo, especialmente en las lenguas nigerocongolesas, las lenguas sino-tibetanas del Asia oriental, así como otras familias del Asia oriental como las lenguas tai-kadai, el idioma vietnamita y las lenguas papúes. Las lenguas tonales también se encuentran en muchas lenguas otomangues y otras de Centroamérica, así como en partes de Norteamérica (como las lenguas atabascanas en Columbia Británica, Canadá), y Europa.
Muchas lenguas tonales de Norteamérica y África tienen "desplazamiento sintagmático", al ser reemplazado cada tono por otro en el caso de encontrarse el nuevo tono presente entre los tonos adyacentes. Generalmente, estos procesos suelen ocurrir como asimilación de izquierda a derecha. En las lenguas bantúes de África occidental, por ejemplo, una sílaba átona toma el tono de la sílaba con tono más cercana a la izquierda. Sin embargo, en el Asia oriental y en el sudeste de Asia, el "remplazamiento paradigmático" es una forma más común de sandhi tonal, en el que un tono cambia a otro en un cierto entorno, sin importar si el tono ya estaba presente en las palabras o morfemas  alrededor.
Muchos idiomas hablados en China tienen sandhi tonal, a veces de naturaleza muy compleja. El chino min nan hablado en Xiamen tiene un sistema complejo, ya que cada uno de los tonos cambia a otro tono diferente cuando ocurre antes de otro tono. El tono en el que cambia cada tono depende además de la consonante final de la sílaba.

Tonos del Min nan de Xiamen aislados, y los cambios por los que pasan al preceder otro tono.

El chino min nan de Xiamen tiene cinco tonos, los cuales se reducen a dos en sílabas que terminan en consonantes plosivas (marcados como 4 y 8 en el diagrama arriba). Dentro de una palabra fonológica, todas las sílabas cambian excepto la última. Entre las sílabas que no terminan en plosivas, el tono 1 se convierte en el 7, el 7 en el 3, el 3 en el 2, y el 2 se convierte en el 1. El tono 5 se converte en 7 o 3 dependiendo del dialecto. Las sílabas que terminan en /p/, /t/, o /k/ toman el tono opuesto (fonéticamente el tono alto se convierte en bajo, y el bajo en alto), mientras que las sílabas que terminan en oclusiva glotal (escrita h en el diagrama arriba) botan la consonante final y toman el tono 2 o 3.
Los siete u ocho tonos del idioma Hmong demuestran varias instancias de sandhi tonal. De hecho, las distinción controversial entre los tonos séptimo y octavo involucran el propio tema del sandhi tonal (entre los tonos bajo ascendente (-d) y de oclusiva glotal (-m)). Los tonos alto y alto descendente (marcados por -b y -j en la ortografía APR respectivamente) desencadenan sandhi en palabras sucesivas con tonos particulares. Un ejemplo frecuente se encuentra en la combinación para enumerar objetos (número ordinal + clasificador + sustantivo): ib (uno) + tus (clasificador) + dev (perro) => ib tug dev (nótese el cambio de tono en el clasificador de -s a -g).

## Lo que es o no es sandhi tonal
El sandhi tonal es obligatorio siempre y cuando las condiciones del entorno que lo desencadenan se encuentren. No debe confundirse con los cambios de tono debidos a la morfología derivacional o flexional. Por ejemplo, en cantonés, la palabra 糖 "azúcar" se pronuncia tòng (/tʰɔːŋ˨˩/ or /tʰɔːŋ˩˩/ con tono bajo (descendente)), mientras que la palabra "dulce" (también escrita 糖) se pronuncia tóng (/tʰɔːŋ˧˥/, con tono medio ascendente). Tal cambio no se desencadena por el entorno del tono, y por lo tanto no es un ejemplo de sandhi. Cambios en los morfemas del mandarín al tono neutral tampoco son ejemplos de sandhi tonal.
En min nan taiwanés, las palabras kiaⁿ ("con miedo", tono alto) y lâng ("persona", tono ascendente) se combinan para formar diferentes palabras compuestas con diferentes tonos. Combinadas según las reglas del sandhi tonal, kiaⁿ se pronuncia en tono básico y lâng en tono original (escrito kiaⁿ-lâng en peh-oe-ji), y el compuesto significa "tan sucio que da miedo" o "asqueroso". Sin embargo, cuando kiaⁿ se pronuncia en el tono alto original, y lâng en tono bajo (escrito kiaⁿ--lâng), esto significa "aterrador". Este proceso derivacional es distinto del cambio de tono semánticamente vacío que ocurre cuando kiaⁿ es seguida de lâng, así que no es sandhi tonal.

## Ejemplos

### Chino mandarín
El mandarín estándar tiene varias reglas de sandhi tonal.
Cuando hay dos tonos 3 seguidos, el primero se convierte en el tono 2. Ej. 你好 (nǐ + hǎo = ní hǎo).
El tono neutral se pronuncia en diferentes alturas según el tono que le precede.
不 bù "no" se pronuncia con el tono 4 excepto cuando precede otro tono 4, en cuyo caso se vuelve el tono 2. E.g.  不對|不对 (bù + duì = bú duì).
一 (Yī) se pronuncia con el tono 1 cuando representa al número ordinal "primero". Ej. 第一个 (dìyīgè). Este cambia cuando representa el cardinal 1 siguiendo un patrón en el que tiene tono 2 antes de una sílaba en tono 4, y tono 4 cuando precede cualquier otro tono. Ej. 一个 (yī + gè = yí gè), 一次 (yī + cì = yí cì), 一半 (yī + bàn = yí bàn), 一会儿 (yī + huìr = yí huìr), 一般 (yī + bān = yì bān), 一毛 (yī + máo = yì máo).

### Zapoteco
El zapoteco, lengua otomangue (o grupo de lenguas) hablada en Oaxaca y Veracruz, México, tiene tres tonos: alto, medio y bajo. Los tres tonos, así como clasificaciones separadas de las categorías de morfemas, contribuyen a un sistema de sandhi tonal algo más complicado que el del chino mandarín. Hay dos reglas principales para el sandhi tonal del zapoteco, las cuales se aplican en este orden: 
1) (Esta regla solo aplica a morfemas clase B.) Un tono bajo cambia a tono medio cuando precede un tono alto o medio: /yèn nājō/ → yēn nājō ‘cuello decimos’
2) Un tono medio cambia a tono alto cuando va después de un tono bajo o medio, y ocurre al final del morfema sin preceder una pausa: /ẓīs gōlī/ → ẓís gōlī ‘palo viejo’

### Mixteco de San Pedro Molinos
El mixteco de San Pedro Molinos, otra lengua otomangue, tiene un sistema mucho más complicado de sandhi tonal. El idioma tiene tres tonos (alto, medio o bajo, o 1, 2 y 3 respectivamente), y todas las raíces son disilábicas, lo que significa que hay nueve posibles combinaciones de los tonos con las raíces. Las combinaciones de tonos se expresan aquí con números de dos dígitos (ej. alto-bajo se representa como 13). Las combinaciones también se clasifican en clases A o B, así como en verbales y no verbales. Un número de reglas específicas dependiendo de estos tres factores determinan el sandhi tonal. Un ejemplo de las reglas es el siguiente:
"El 31 básico se vuelve 11 cuando sigue cualquier combinación clase B pero no después de la clase A (a excepción de cuando va después del 32(B'), en cuyo caso opcionalmente se queda 31)."
ža²ʔa² (class B) 'chiles' + ži³či¹ (class A)'dry' --> ža²ʔa²ži¹či¹ 'chiles secos'

### Akánico
El akánico, lengua nigerocongolesa hablada en Ghana, tiene dos tonos: alto y bajo. El tono bajo es el tono de base por defecto. En akánico, los tonos en límites de morfemas se asimilan el uno al otro a través de sandhi tonal, el primer tono del segundo morfema cambia a igualar el tono final del primer morfema. Por ejemplo:
àkókɔ́ + òníní --> àkókɔ́óníní 'gallo joven'
ǹsóró + m̀má --> ǹsóróḿmá 'estrella(s)'